# Literaturnaya
Literaturnaya (russisch Литературная гарнитура) ist eine Serif-Schriftart, die Ende der 1930er Jahre von Anatoli Schtschukin bei Poligrafmasch in der Sowjetunion entwickelt wurde. Sie basiert auf der Latinskaja von Hermann Berthold (1901).
Von 1950 bis 1990 wurden in vielen sozialistischen Ländern die meisten Bücher in Literaturnaya gesetzt.